# آسياتيكو

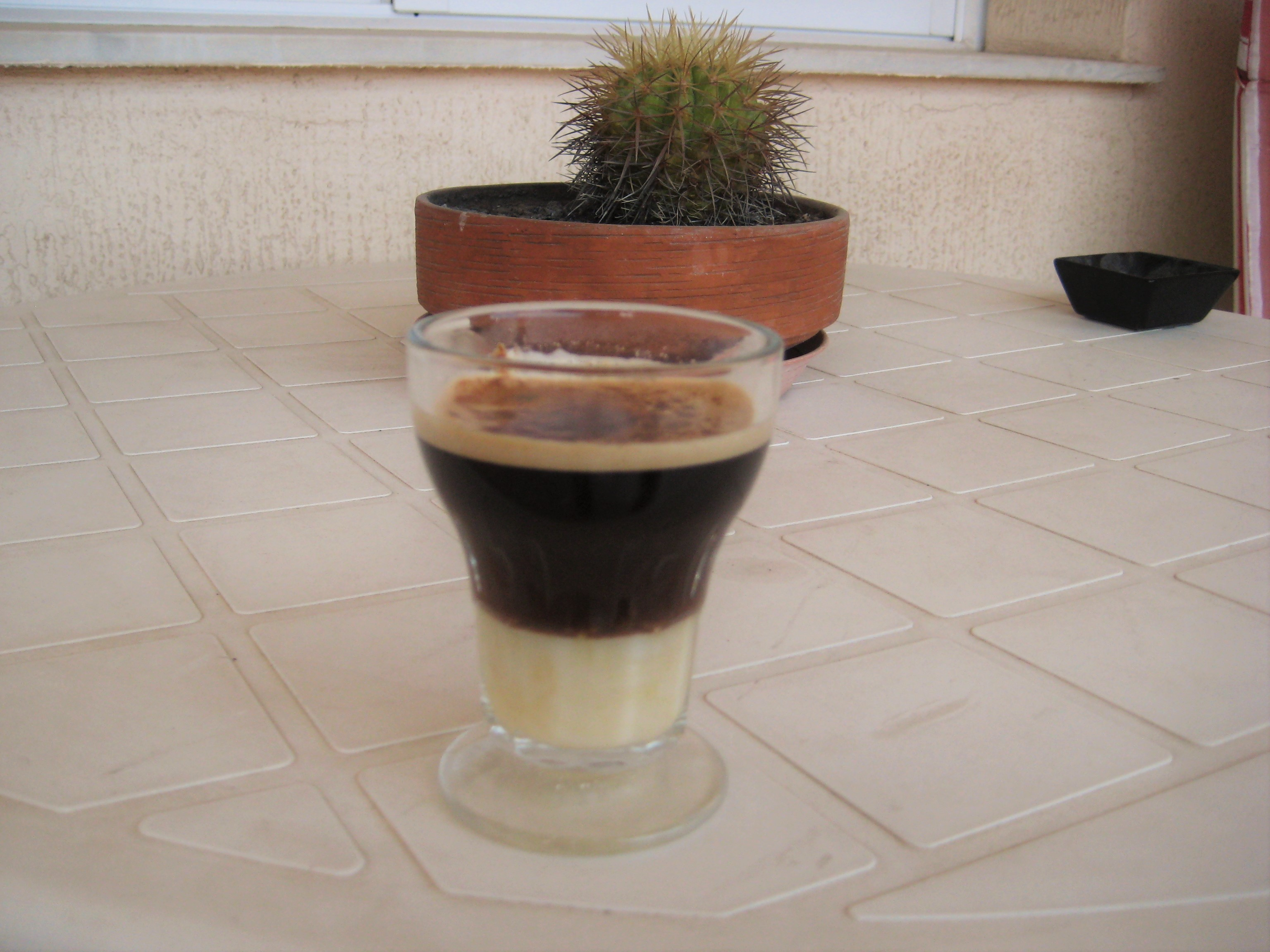
آسياتيكو

آسياتيكو هو مشروب كحولي يُصنع من القهوة، وهو مشروب تقليدي من مدينة قرطاجنة الإسبانية ومن ميزات مطبخ منطقة كامبو دي كارتاخينا (قرطاجنة) .

## الوصفة

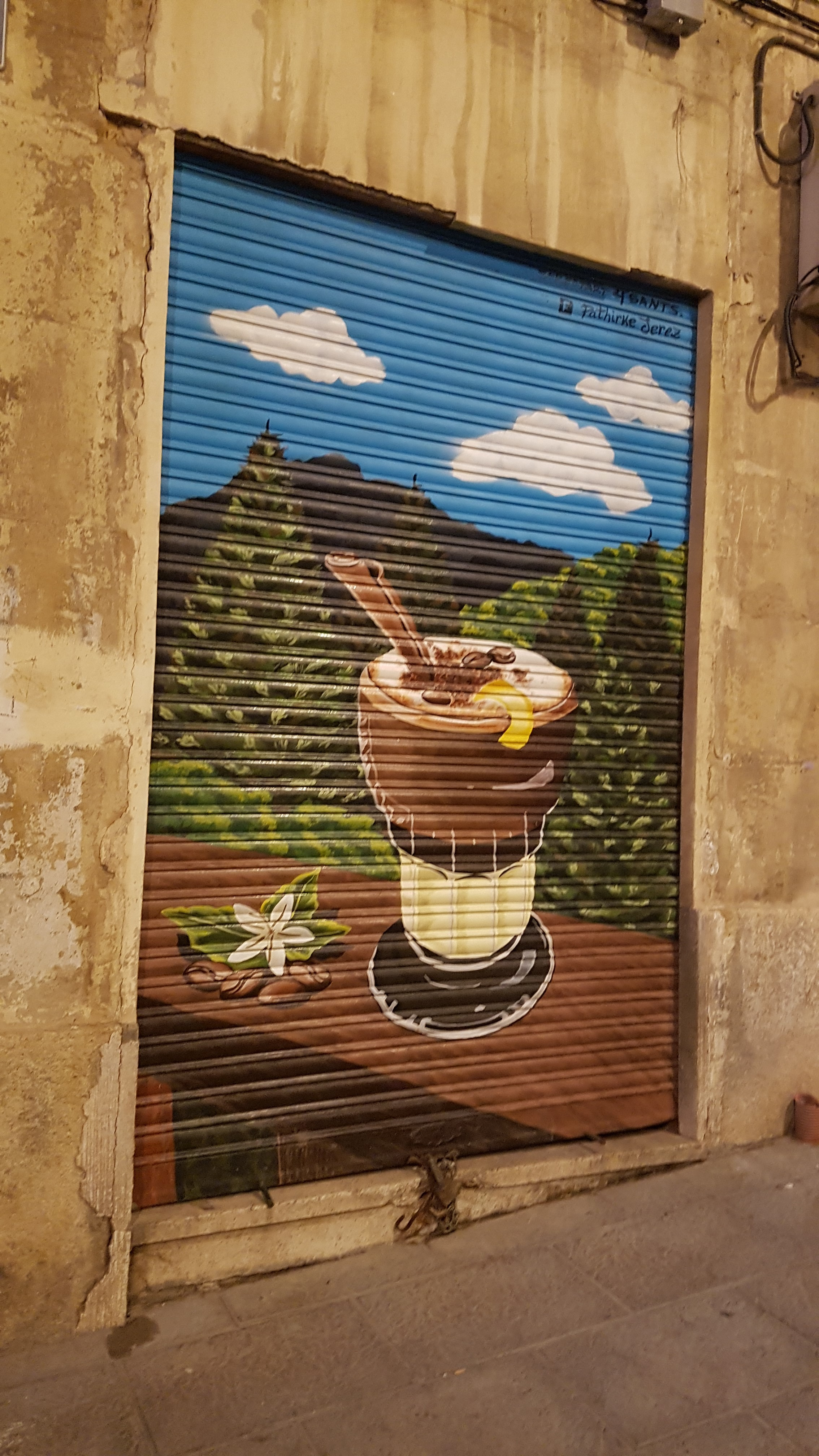
آسياتيكو مرسوم على الجدران

تتكون الوصفة الأصلية من القهوة بالحليب المكثف والكونياك؛ يمكن إضافة بضع قطرات من مشروب ليكور 43 بالإضافة إلى حبتين من حبوب البن وقشر الليمون والقرفة، لكن يمكن أن تكون بدون حبات القهوة وقشر الليمون. يقدّم آسياتيكو عادةً في كأسٍ زجاجية خاصة، أكثر سمكًا من الكؤوس المعتادة لتجنب كسرها بفعل الحرارة، وتصميمها مستوحى من الزجاج المصنوع في مصنع الزجاج القديم في سانت لوسيا في قرطاجنة. حل هذا الزجاج الجديد محل زجاج الفيرموث الذي كان يستخدم في الأصل بسبب مقاومته الكبيرة، ومنذ عام 1945 ، أصبحت شركة خوسيه دياز مسؤولة عن تصنيعه وتسويقه. 

## التاريخ
يعود أصل الوصفة كما تُعرف اليوم إلى أربعينيات القرن الماضي، عندما أعدّها بيدرو كونيسا أورتيغا في باره المعروف ببار "بيدرين" في ألبوجون في قرطاجنة. ومع ذلك، كان المشروب معروفًا من قبل، لكن ببعض الاختلافات، حيث صنعه من قبل صيّادو قرطاجنة، الذين اعتادوا حمل قهوة رديئة الجودة (المعروفة باسم "ريكويلو") في أسفارهم، إضافة إلى البراندي والحليب، ما ساعدهم على الدفء والنقاء أثناء وقت الصيد. في البداية كان يسمى المشروب "روسو" (باللغة الروسية)، إلا أنه استبدل بالاسم الحالي "آسياتيكو Asiático" (آسيوي)، بسبب الدلالات السياسية لأول مشروب حيث ارتبطت الكلمة بروسيا القديمة زمن الاتحاد السوفيتي.
في الوقت الحاضر، يسعى مجلس المدينة إلى الترويج للمشروب كرمز للمدينة لاستغلاله كعنصر نموذجي للسياح، حيث أجريت حملات إعلامية داخل الشركات المحلية للترويج. 

## روابط خارجية
- قهوة آسيوية
- الكوكتيلات الكلاسيكية - Café Asiático